# توفيق وهبي

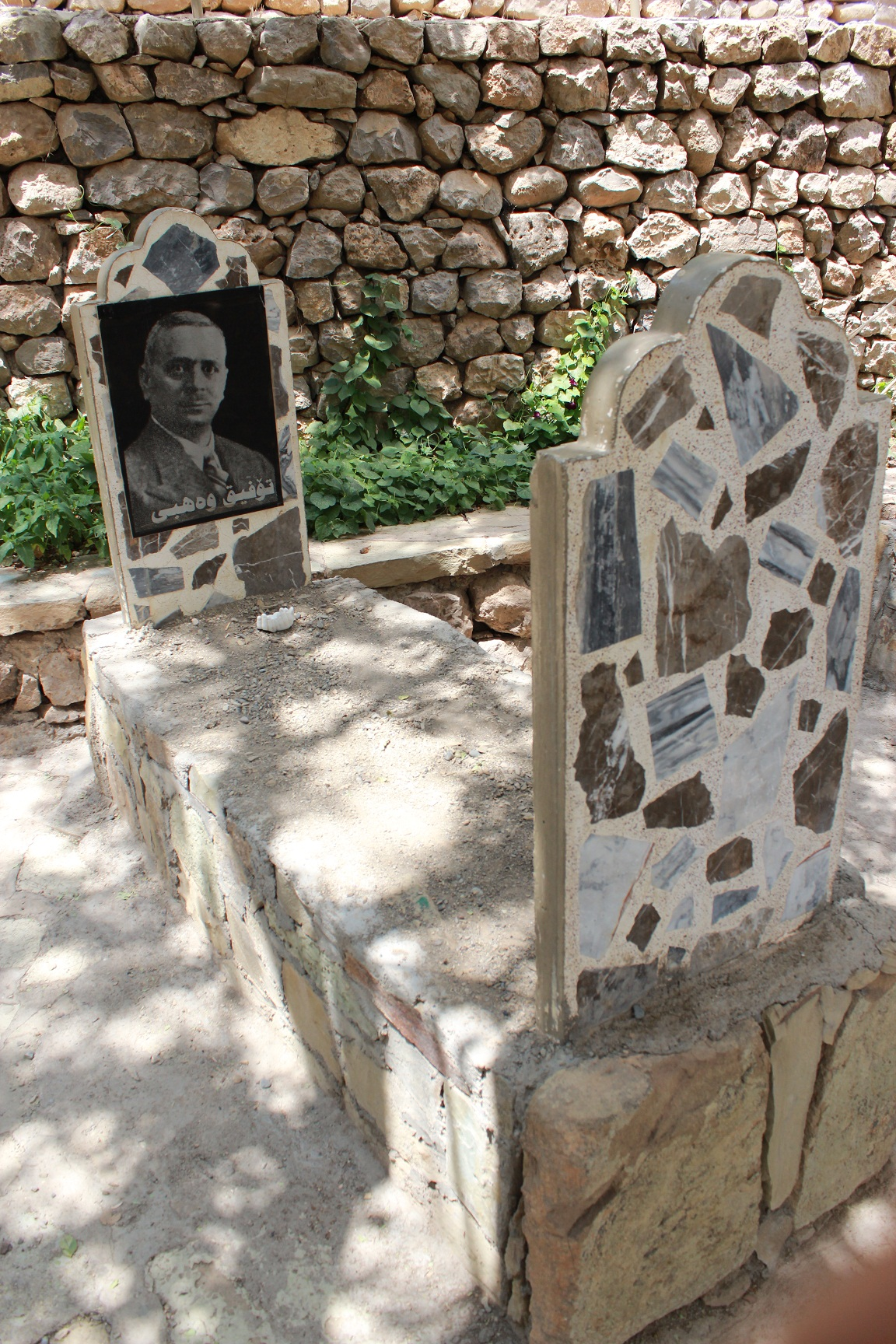
قبر توفيق وهبي

توفيق وهبي معروف (1891-1984) كاتب وسياسي كردي عراقي، وهو باحث وعالم في اللغة الكردية عمل في الجيش العثماني حتى وصل إلى رتبة عقيد، وبعد سقوط الدولة العثمانية وتأسيس المملكة العراقية أصبح ضابط ذو تأثير كبير في الجيش العراقي الجديد بعد تأسيسه من قبل البريطانيين في عام 1921، كما خدم ثمانية أعوام في مناصب وزارية في الحكومة العراقية. وكان لهُ دور فعال في تصميم الأبجدية الكردية الجديدة التي تكتب بالحروف العربية المعدلة، كما شارك توفيق وهبي في مجال البحوث المتعلقة باليزيديين ودينهم.
وتزوج من الباحثة العراقية والناشطة في حقوق المرأة آسيا توفيق وهبي.
توفي عام 1984 في لندن، ونقل جثمانة إلى العراق.

## وصلات خارجية
- Tawfiq Wahby, By Dilan Roshani, Kurdish Academy of Language.
- A Kurdish-English Dictionary By Taufiq Wahby and Cecil John Edmonds.